# الاضطرابات التواصلية الفصلية
مجلة اضطرابات التواصل الفصلية (Communication Disorders Quarterly) هي مجلة أكاديمية محكّمة تصدر بشكل فصلي، تُعنى بالأبحاث المتعلقة بالتواصل النمطي وغير النمطي، بدءًا من تطور اللغة الشفوية وحتى القرائية، وذلك في السياقات التعليمية والسريرية. رئيسة التحرير الحالية هي جودي مونتغومري من جامعة تشابمان. تأسست المجلة عام 1976، وتُنشر حاليًا من قبل منشورات ساج بالتعاون مع معهد هاميل للإعاقات.

## الفهرسة والاستخلاص
تُفهرس المجلة وتُختصر في قواعد البيانات التالية:
- CINAHL
- Contents Pages in Education
- Educational Research Abstracts Online
- Linguistics and Language Behavior Abstracts
- PsycINFO
- سكوبس

وفقًا لتقرير تقارير الاستشهاد بالمجلات، بلغ معامل التأثير للمجلة لعام 2014 (0.66)، حيث جاءت في المرتبة 63 من أصل 69 في فئة مجلات التأهيل.

## وصلات خارجية
- الموقع الرسمي
- معهد هاميل للإعاقات (أرشيف)